# Estación de Ruisbroek-Sauvegarde
La estación de Ruisbroek-Sauvegarde es una estación de tren belga situada en Puurs-Sint-Amands, en la provincia de Amberes, región Flamenca.
Pertenece a la línea  de S-Trein Antwerpen.

## Situación ferroviaria
La estación se encuentra en la línea línea 52 (Amberes-Dendermonde).

## Intermodalidad
| Ruisbroek Beemdstraat |                    |
| Autobuses de Amberes |                    |
| --- | ------------------ |
| \| Línea \| Recorrido \| \| ----- \| ------------------ \| \| 252 \| Dendermonde ↔ Boom \| \| 253 \| Dendermonde ↔ Boom \| \| 254 \| Dendermonde ↔ Boom \| \| 257 \| Dendermonde ↔ Boom \| |                    |
| Línea | Recorrido          |
| 252 | Dendermonde ↔ Boom |
| 253 | Dendermonde ↔ Boom |
| 254 | Dendermonde ↔ Boom |
| 257 | Dendermonde ↔ Boom |